# Pierre Xardel
Pierre Xardel, né le 3 juillet 1887 à Nancy (Meurthe-et-Moselle) et mort le 16 décembre 1960 à Saint-Martin-de-Caralp (Ariège), est un avocat, poète lorrain et membre de l'Action française.

## Biographie

### Avocat
Pierre Marie Xardel est le fils d'Antoine Beauclair Xardel, industriel, et de Lucie Louise Gabrielle Vivier. Étudiant à la faculté de droit de l'Université de Nancy, où, lié à Charles Sadoul, il est un jeune disciple de Maurice Barrès pour lequel il effectue des recherches préparatoires à l'écriture de La Colline inspirée. Il est d'abord avocat à Nancy, puis il devient avocat à la cour de Paris où il se lie d'amitié avec Pierre Bécat,. Il devient membre du Conseil de l'Ordre. Il est un des trois avocats commis d'office de Paul Gorguloff, l'assassin du Président de la République Française Paul Doumer en 1932.
Pierre Xardel épouse l'écrivaine et journaliste Isabelle Sandy en l'église Sainte-Marie des Batignolles dans le 17e arrondissement de Paris le 28 janvier 1924,,.

### Militant royaliste
Dès 1908, il s'engage à l'Action française en Lorraine où il s'exprime lors de réunions politiques. En 1913, il est le président des Étudiants lorrains d'Action française. En 1924, il est signalé comme toujours membre de la section lorraine de l'Action française.
Il contribue occasionnellement comme rédacteur dans L'Action française puis le Courrier royal.
Il est le fondateur et président du Cercle de Sèze à Paris en mémoire de Raymond de Sèze, avocat de Louis XVI. Le cercle réunit jusqu'à cent cinquante personnes, essentiellement des membres du barreau et de la basoche, dont certains royalistes,. Marie de Roux, Émile de Taxis, Félix Colmet-Daage, Georges Wagner, Georges Calzant, Antoine Murat, René Durnerin, Louis François-Martin et Pierre Bécat en font partie. Le cercle est proche de l'Institut d'études corporatives et sociales.
Le 28 janvier 1924 à Paris 17e, en présence, comme témoin de Charles Maurras, directeur de L'Action française, il épouse Dieudonnée Marie Isabelle Fourcade, connue sous le pseudonyme d'Isabelle Sandy (1884-1975).
Il meurt à Saint-Martin-de-Caralp le 16 décembre 1960, et est enterré au cimetière de la commune. Sur sa tombe est inscrite l'épitaphe, Poète Lorrain. Isabelle Sandy l'y rejoindra quinze ans plus tard. 

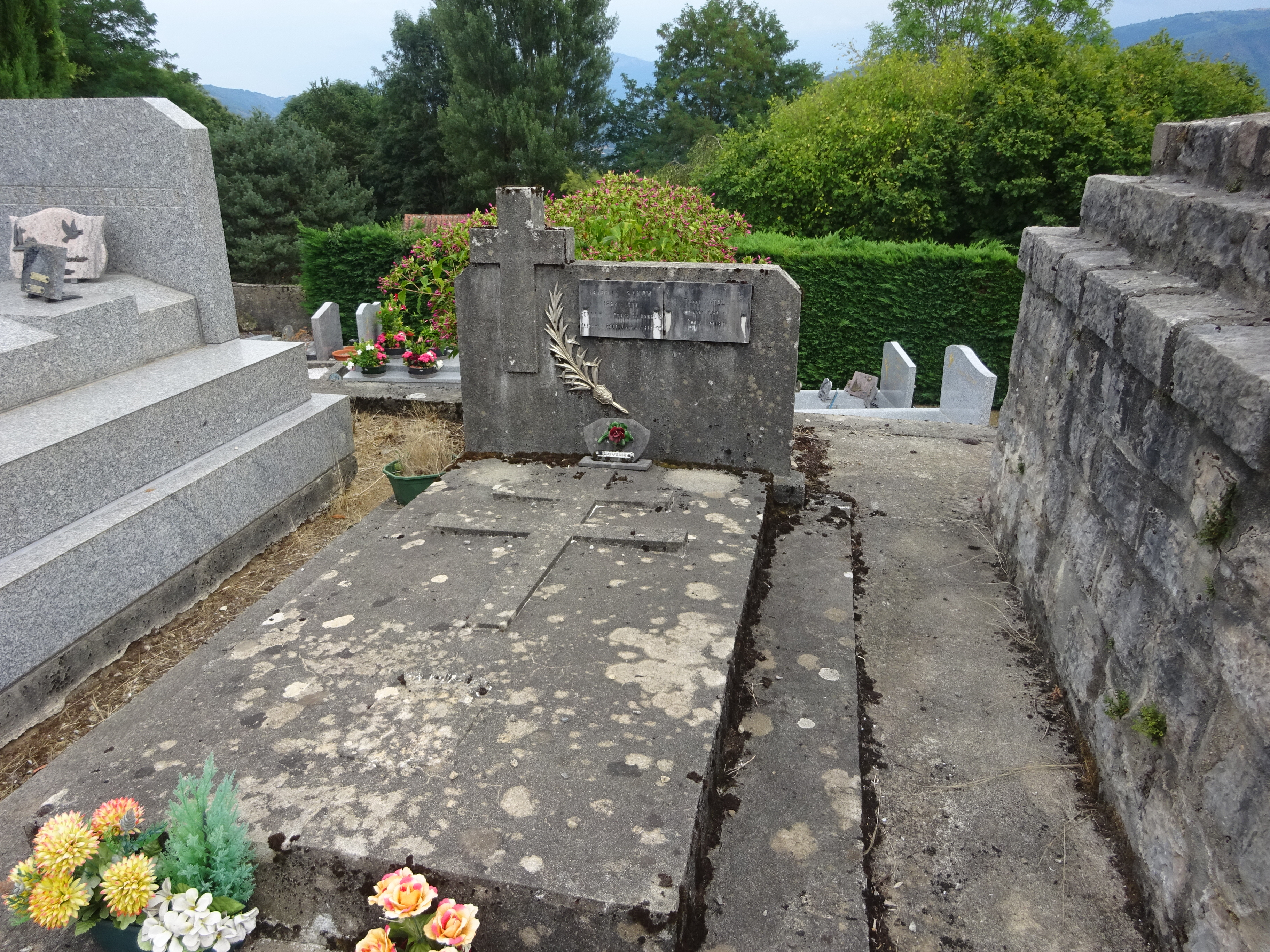
Vue de la tombe.

## Publications
- La Voix de Corneille, 1606-1906 (1906)
- Le Chant du soleil (1908)
- Un Chêne : histoire naturelle (1912)
- Livre d'heures du temps de guerre (1919)
- Les Vœux secrets (1923)
- Les Cendres au soleil (1933)
- La chanson du "Ca-Ju" (1937)
- Derniers feux (1949)
- Mes rencontres avec Barrès (1953)